# Эвенскьер
Эвенскьер (норв. Evenskjer) — село в фюльке Тромс Норвегии, административный центр коммуны Сконланн. Население в 2009 году насчитывало 575 человек.
Село расположено вдоль пролива Хьельсуннет, в 25 километрах к югу от Харстада. К северу от Эвенскьера проходит Европейский маршрут E10.
Церковь Skånland, расположенная в Эвенскьере, является одной из крупнейших деревянных церквей Северной Норвегии. В Эвенскьере две школы — Soltun и Skånland.